# Longyu

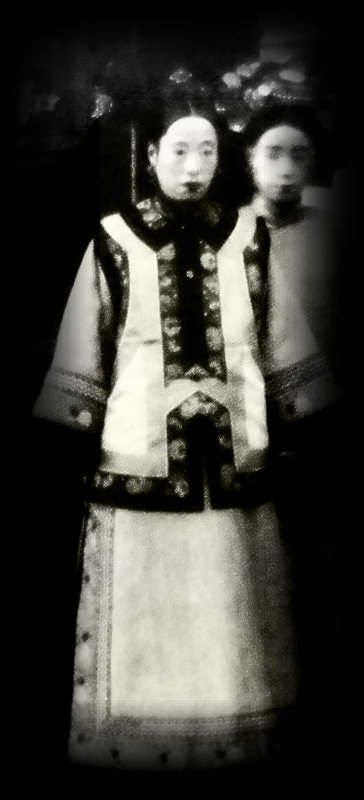
Kejsarinnan Xiao Ding Jing

Kejsarinnan Xiao Ding Jing (Kinesiska: 孝定景皇后叶赫那拉氏), bättre känd som änkekejsarinnan Longyu, personligt namn: Jingfen, född 1868, död 1913, var en kejsarinna av Kina, gift med Guangxu-kejsaren.

## Biografi
Longyu var medlem av den manchuiska Yehonala/Yehenara-klanen och utvaldes av sin faster änkekejsarinnan Cixi till brud åt sin kusin kejsaren för att utöka hennes familjs inflytande.

### Kejsarinna
Vigseln ägde rum den 26 februari 1889, och hon fick titeln kejsarinna genast därpå. Hon ignorerades av Guangxu, som föredrog sin konkubin och bihustru gemål Zhen. Zhen påverkade Guangxu att överta makten från Cixi och införa västerländska reformer, och Longyu påverkade Cixi till att bli en fiende till Zhen. Cixi lät föra Zhen till ett "kallt palats" reserverat för avlagda konkubiner.
Då hovet lämnade Peking strax innan staden erövrades av europeiska trupper under boxarupproret år såg 1900 Cixi till att Zhen dränktes i en brunn. Guangxu hölls fången av Cixi i en lagun vid palatset, där Longyu spionerade på honom för Cixis räkning.

### Regent
Då Guangxu och Cixi avled 1908 fick hon titeln änkekejsarinnan Longyu och adopterade näste kejsare, den omyndige Puyi. Cixi hade vid sin död stipulerat att ingen kvinna i framtiden skulle få regera Kina, men att Longyu skulle konsulteras vid alla viktiga beslut, vilket i praktiken ändå gav henne en regents befogenheter. Longyu var dock oförmögen att hantera politiska frågor och var strängt beroende av regenterna Zaifeng och Yuan Shikai.
Hösten 1911 undertecknade hon på Yuans inrådan abdikationen för den treårige kejsaren på villkor att kejsarfamiljen fick behålla sina titlar, personal, egendom och rätt att bo i den förbjudna staden, och avskaffade därmed den kinesiska monarkin. Hon avled några månader senare. 
Longyu blev den enda kejsarinna vars kista transporterades till graven via tåg. Vid hennes begravning kallades hon av president Li Yuanhong för "den mest utmärkta av kvinnor".